# Tama (歌手)
Tama（タマ、本名：竹田 真弓〈たけだ まゆみ〉、1980年10月28日 - ）は、日本のミュージシャン、ボーカリスト。元Hysteric Blueメンバー。

## 略歴
- 1994年 - 1997年, flueで歌手。
- 1997年、Hysteric Blueを結成し、1998年にメジャーデビュー。
- 2004年、解散。
バンド時代のプロデューサー佐久間正英等と「Screaming Frogs」を結成。
- 2011年、Hysteric Blueのメンバー・楠瀬拓哉と「Sabão（シャボン）」を結成。
- 2013年、「Sabão（シャボン）」として楽曲配信リリース。
- 2014年、初のソロアルバム「Opal」リリース。
- 2018年10月28日開催、Sabãoツアー「LASTING HOPE」のファイナル公演をもってライブ活動を休業[1]。その後も音楽活動自体は継続。
- 2023年10月25日、ライブ活動再開を発表。ライブ活動休業中、OVERDRIVEによるゲーム「MUSICUS!」のゲーム内バンド「Dr. Flower」のボーカリストとしてシークレットで歌唱を担当していたことを公表した[2]。
- 2023年10月31日、YouTubeでの無料配信ライブ『milktub Presents Tama ComeBack XR LIVE「Re-birth」』にて正式にライブ活動再開。

## ディスコグラフィ
バンドでのリリースはそれぞれ、Hysteric Blue　／　Screaming Frogs　／　Sabão（シャボン）を参照。

### アルバム
Opal （2014年6月11日 BNTA-0001）
1. 果てのない夢
2. Dear every day
3. Rainy Baby
4. 無限大の空
5. 暗闇モンスター
6. Yesterdays & Tomorrows
7. オパール

Rainbow（2015年10月28日 BNTA-0002）
1. ホロスコープ
2. フリージア
3. some day
4. ハネムーン
5. cherry
6. アブストラクチャー
7. Set me free

## コーラス参加
- （楽曲）「Party」 / 175R
- （アルバム)「君に太陽を!」 / オーノキヨフミ
- （アルバム)「EVAN ROCK」 / everset
- （アルバム)「Theme of Fullmetal Alchemist by THE ALCHEMISTS」　/ 鋼の錬金術師

下記は作詞も担当
夢の原石
紅月
風に抱かれて
空風
光の射す場所
空を仰げば

## ボーカル担当
- 「魂の記憶」(『CR REIDEEN』オリジナルイメージソング)

## 書籍
- たまみの樹―B‐PASS SPECIAL EDITION Hysteric Blue Tama’s Teenage Story Book (2000/03)
音楽雑誌B-PASSの連載作品。

## 映画
- 八月のかりゆし - (アキ役)

## 声優
- アークザラッド 精霊の黄昏 - (ベベドア役) PlayStation 2
- CRセクシーフォール(チャッピー役)

## ナレーション
- キリンビバレッジ / トロピカーナ